# Étoile de Bessèges 2019
L'Étoile de Bessèges 2019, la 49e édition de cette course cycliste par étapes masculine, fut remportée par Christophe Laporte. Elle a lieu en France du 7 au 10 février 2019 entre Bellegarde et Alès sur un parcours de 484,7 km et fait partie du calendrier UCI Europe Tour 2019 en catégorie 2.1.

## Présentation

### Parcours
L'Étoile de Bessèges est tracé sur quatre étapes, dont par un contre-la-montre individuel de 10,7 kilomètres, en guise de dernière étape.

### Équipes
21 équipes participent à la course - 5 WorldTeams, 12 équipes continentales professionnelles et 4 équipes continentales :
| WorldTeams (5)- AG2R La Mondiale - Groupama-FDJ - Lotto Soudal - Trek-Segafredo - EF Education First Équipes continentales professionnelles (12)- Vital Concept-B&B Hotels - Delko-Marseille Provence - Direct Énergie - Cofidis, Solutions Crédits - Arkéa-Samsic - Wanty-Groupe Gobert - Wallonie Bruxelles - Sport Vlaanderen-Baloise - Gazprom-RusVelo - Euskadi Basque Country-Murias - Israel Cycling Academy - Corendon-Circus Équipes continentales (5)- Saint Michel-Auber 93 - Natura4Ever-Roubaix Lille Métropole - Amore & Vita-Prodir - Sovac - Team Colpack |
| |

## Étapes
| Étape     | Date    | Villes étapes                           | type                        | Distance (km) | Vainqueur d'étape  | Leader du classement général |
| --------- | ------- | --------------------------------------- | --------------------------- | ------------- | ------------------ | ---------------------------- |
| 1re étape | 7 fév.  | Bellegarde – Beaucaire                  | étape de plaine             | 162           | Bryan Coquard      | Bryan Coquard                |
| 2e étape  | 8 fév.  | Saint-Geniès-de-Malgoirès – La Calmette | étape de plaine             | 154           | Christophe Laporte | Christophe Laporte           |
| 3e étape  | 9 fév.  | Bessèges – Bessèges                     | étape vallonnée             | 158           | Marc Sarreau       | Christophe Laporte           |
| 4e étape  | 10 fév. | Alès – Alès                             | contre-la-montre individuel | 10,7          | Christophe Laporte | Christophe Laporte           |

## Déroulement de la course

### 1reétape
| \| Classement de l'étape \| Classement de l'étape \| Classement de l'étape \| Classement de l'étape \| Classement de l'étape \| \| Coureur \| Coureur \| Pays \| Équipe \| Temps \| \| --------------------- \| --------------------- \| --------------------- \| ----------------------------------- \| --------------------- \| \| 1er \| Bryan Coquard \| France \| Vital Concept-B&B Hotels \| 3 h 16 min 42 s \| \| 2e \| Sacha Modolo \| Italie \| EF Education First \| + 0 s \| \| 3e \| Pierre Barbier \| France \| Natura4Ever-Roubaix Lille Métropole \| + 0 s \| \| 4e \| Marc Sarreau \| France \| Groupama-FDJ \| + 0 s \| \| 5e \| Christophe Laporte \| France \| Cofidis, Solutions Crédits \| + 0 s \| \| 6e \| Tom Van Asbroeck \| Belgique \| Israel Cycling Academy \| + 0 s \| \| 7e \| Kenny Dehaes \| Belgique \| Wallonie Bruxelles \| + 0 s \| \| 8e \| Roy Jans \| Belgique \| Corendon-Circus \| + 0 s \| \| 9e \| Clément Venturini \| France \| AG2R La Mondiale \| + 0 s \| \| 10e \| Amaury Capiot \| Belgique \| Sport Vlaanderen-Baloise \| + 0 s \| |                    |          |                                     |                 |
| |                    |          |                                     |                 |
| Source : ProCyclingStats |                    |          |                                     |                 |
| Classement de l'étape |                    |          |                                     |                 |
| Coureur | Coureur            | Pays     | Équipe                              | Temps           |
| 1er | Bryan Coquard      | France   | Vital Concept-B&B Hotels            | 3 h 16 min 42 s |
| 2e | Sacha Modolo       | Italie   | EF Education First                  | + 0 s           |
| 3e | Pierre Barbier     | France   | Natura4Ever-Roubaix Lille Métropole | + 0 s           |
| 4e | Marc Sarreau       | France   | Groupama-FDJ                        | + 0 s           |
| 5e | Christophe Laporte | France   | Cofidis, Solutions Crédits          | + 0 s           |
| 6e | Tom Van Asbroeck   | Belgique | Israel Cycling Academy              | + 0 s           |
| 7e | Kenny Dehaes       | Belgique | Wallonie Bruxelles                  | + 0 s           |
| 8e | Roy Jans           | Belgique | Corendon-Circus                     | + 0 s           |
| 9e | Clément Venturini  | France   | AG2R La Mondiale                    | + 0 s           |
| 10e | Amaury Capiot      | Belgique | Sport Vlaanderen-Baloise            | + 0 s           |

| \| Classement général \| Classement général \| Classement général \| Classement général \| Classement général \| \| Coureur \| Coureur \| Pays \| Équipe \| Temps \| \| ------------------ \| ------------------ \| ------------------ \| ----------------------------------- \| ------------------ \| \| 1er \| Bryan Coquard \| France \| Vital Concept-B&B Hotels \| 3 h 16 min 32 s \| \| 2e \| Sacha Modolo \| Italie \| EF Education First \| + 4 s \| \| 3e \| Pierre Barbier \| France \| Natura4Ever-Roubaix Lille Métropole \| + 6 s \| \| 4e \| Valentin Madouas \| France \| Groupama-FDJ \| + 7 s \| \| 5e \| Maxime Daniel \| France \| Arkéa-Samsic \| + 8 s \| \| 6e \| Julien Trarieux \| France \| Delko Marseille Provence \| + 9 s \| \| 7e \| Marc Sarreau \| France \| Groupama-FDJ \| + 10 s \| \| 8e \| Christophe Laporte \| France \| Cofidis, Solutions Crédits \| + 10 s \| \| 9e \| Tom Van Asbroeck \| Belgique \| Israel Cycling Academy \| + 10 s \| \| 10e \| Kenny Dehaes \| Belgique \| Wallonie Bruxelles \| + 10 s \| |                    |          |                                     |                 |
| |                    |          |                                     |                 |
| Source : ProCyclingStats |                    |          |                                     |                 |
| Classement général |                    |          |                                     |                 |
| Coureur | Coureur            | Pays     | Équipe                              | Temps           |
| 1er | Bryan Coquard      | France   | Vital Concept-B&B Hotels            | 3 h 16 min 32 s |
| 2e | Sacha Modolo       | Italie   | EF Education First                  | + 4 s           |
| 3e | Pierre Barbier     | France   | Natura4Ever-Roubaix Lille Métropole | + 6 s           |
| 4e | Valentin Madouas   | France   | Groupama-FDJ                        | + 7 s           |
| 5e | Maxime Daniel      | France   | Arkéa-Samsic                        | + 8 s           |
| 6e | Julien Trarieux    | France   | Delko Marseille Provence            | + 9 s           |
| 7e | Marc Sarreau       | France   | Groupama-FDJ                        | + 10 s          |
| 8e | Christophe Laporte | France   | Cofidis, Solutions Crédits          | + 10 s          |
| 9e | Tom Van Asbroeck   | Belgique | Israel Cycling Academy              | + 10 s          |
| 10e | Kenny Dehaes       | Belgique | Wallonie Bruxelles                  | + 10 s          |

### 2eétape
| \| Classement de l'étape \| Classement de l'étape \| Classement de l'étape \| Classement de l'étape \| Classement de l'étape \| \| Coureur \| Coureur \| Pays \| Équipe \| Temps \| \| --------------------- \| --------------------- \| --------------------- \| ----------------------------------- \| --------------------- \| \| 1er \| Christophe Laporte \| France \| Cofidis, Solutions Crédits \| 3 h 30 min 59 s \| \| 2e \| Clément Venturini \| France \| AG2R La Mondiale \| + 0 s \| \| 3e \| Enzo Wouters \| Belgique \| Lotto-Soudal \| + 0 s \| \| 4e \| Niccolò Bonifazio \| Italie \| Direct Énergie \| + 0 s \| \| 5e \| Roy Jans \| Belgique \| Corendon-Circus \| + 0 s \| \| 6e \| Pierre Barbier \| France \| Natura4Ever-Roubaix Lille Métropole \| + 0 s \| \| 7e \| Kenny Dehaes \| Belgique \| Wallonie Bruxelles \| + 0 s \| \| 8e \| Bram Welten \| Pays-Bas \| Arkéa-Samsic \| + 0 s \| \| 9e \| August Jensen \| Norvège \| Israel Cycling Academy \| + 0 s \| \| 10e \| Marc Sarreau \| France \| Groupama-FDJ \| + 0 s \| |                    |          |                                     |                 |
| |                    |          |                                     |                 |
| Source : ProCyclingStats |                    |          |                                     |                 |
| Classement de l'étape |                    |          |                                     |                 |
| Coureur | Coureur            | Pays     | Équipe                              | Temps           |
| 1er | Christophe Laporte | France   | Cofidis, Solutions Crédits          | 3 h 30 min 59 s |
| 2e | Clément Venturini  | France   | AG2R La Mondiale                    | + 0 s           |
| 3e | Enzo Wouters       | Belgique | Lotto-Soudal                        | + 0 s           |
| 4e | Niccolò Bonifazio  | Italie   | Direct Énergie                      | + 0 s           |
| 5e | Roy Jans           | Belgique | Corendon-Circus                     | + 0 s           |
| 6e | Pierre Barbier     | France   | Natura4Ever-Roubaix Lille Métropole | + 0 s           |
| 7e | Kenny Dehaes       | Belgique | Wallonie Bruxelles                  | + 0 s           |
| 8e | Bram Welten        | Pays-Bas | Arkéa-Samsic                        | + 0 s           |
| 9e | August Jensen      | Norvège  | Israel Cycling Academy              | + 0 s           |
| 10e | Marc Sarreau       | France   | Groupama-FDJ                        | + 0 s           |

| \| Classement général \| Classement général \| Classement général \| Classement général \| Classement général \| \| Coureur \| Coureur \| Pays \| Équipe \| Temps \| \| ------------------ \| ------------------- \| ------------------ \| ----------------------------------- \| ------------------ \| \| 1er \| Christophe Laporte \| France \| Cofidis, Solutions Crédits \| 6 h 47 min 31 s \| \| 2e \| Bryan Coquard \| France \| Vital Concept-B&B Hotels \| + 0 s \| \| 3e \| Jérôme Cousin \| France \| Direct Énergie \| + 3 s \| \| 4e \| Clément Venturini \| France \| AG2R La Mondiale \| + 4 s \| \| 5e \| Sacha Modolo \| Italie \| EF Education First \| + 4 s \| \| 6e \| Pierre Barbier \| France \| Natura4Ever-Roubaix Lille Métropole \| + 6 s \| \| 7e \| Enzo Wouters \| Belgique \| Lotto-Soudal \| + 6 s \| \| 8e \| Amaury Capiot \| Belgique \| Sport Vlaanderen-Baloise \| + 6 s \| \| 9e \| Valentin Madouas \| France \| Groupama-FDJ \| + 7 s \| \| 10e \| Pierre-Luc Périchon \| France \| Cofidis, Solutions Crédits \| + 7 s \| |                     |          |                                     |                 |
| |                     |          |                                     |                 |
| Source : ProCyclingStats |                     |          |                                     |                 |
| Classement général |                     |          |                                     |                 |
| Coureur | Coureur             | Pays     | Équipe                              | Temps           |
| 1er | Christophe Laporte  | France   | Cofidis, Solutions Crédits          | 6 h 47 min 31 s |
| 2e | Bryan Coquard       | France   | Vital Concept-B&B Hotels            | + 0 s           |
| 3e | Jérôme Cousin       | France   | Direct Énergie                      | + 3 s           |
| 4e | Clément Venturini   | France   | AG2R La Mondiale                    | + 4 s           |
| 5e | Sacha Modolo        | Italie   | EF Education First                  | + 4 s           |
| 6e | Pierre Barbier      | France   | Natura4Ever-Roubaix Lille Métropole | + 6 s           |
| 7e | Enzo Wouters        | Belgique | Lotto-Soudal                        | + 6 s           |
| 8e | Amaury Capiot       | Belgique | Sport Vlaanderen-Baloise            | + 6 s           |
| 9e | Valentin Madouas    | France   | Groupama-FDJ                        | + 7 s           |
| 10e | Pierre-Luc Périchon | France   | Cofidis, Solutions Crédits          | + 7 s           |

### 3eétape
Les cent premiers kilomètres se déroulent avec des attaques régulières mais aucune échappée significative, quand Anthony Turgis attaque dans Méjannes-le-Clap suivi par Axel Domont et plus tard rejoint par d'autres coureurs pour former un groupe de six. Mais les Groupama-FDJ maîtrisent cette échappée afin qu'elle n'atteigne pas la minute d'avance et permettre à leur sprinteur Marc Sarreau de remporter l'étape.
« Étoile de Bessèges : Marc Sarreau (Groupama - FDJ) remporte la troisième étape » [vidéo], 9 février 2019
| \| Classement de l'étape \| Classement de l'étape \| Classement de l'étape \| Classement de l'étape \| Classement de l'étape \| \| Coureur \| Coureur \| Pays \| Équipe \| Temps \| \| --------------------- \| --------------------- \| --------------------- \| ----------------------------- \| --------------------- \| \| 1er \| Marc Sarreau \| France \| Groupama-FDJ \| 3 h 26 min 31 s \| \| 2e \| Christophe Laporte \| France \| Cofidis, Solutions Crédits \| + 0 s \| \| 3e \| Mikel Aristi \| Espagne \| Euskadi Basque Country-Murias \| + 0 s \| \| 4e \| Niccolò Bonifazio \| Italie \| Direct Énergie \| + 0 s \| \| 5e \| Bryan Coquard \| France \| Vital Concept-B&B Hotels \| + 0 s \| \| 6e \| Milan Menten \| Belgique \| Sport Vlaanderen-Baloise \| + 0 s \| \| 7e \| Roy Jans \| Belgique \| Corendon-Circus \| + 0 s \| \| 8e \| Clément Venturini \| France \| AG2R La Mondiale \| + 0 s \| \| 9e \| Baptiste Planckaert \| Belgique \| Wallonie Bruxelles \| + 0 s \| \| 10e \| August Jensen \| Norvège \| Israel Cycling Academy \| + 0 s \| |                     |          |                               |                 |
| |                     |          |                               |                 |
| Source : ProCyclingStats |                     |          |                               |                 |
| Classement de l'étape |                     |          |                               |                 |
| Coureur | Coureur             | Pays     | Équipe                        | Temps           |
| 1er | Marc Sarreau        | France   | Groupama-FDJ                  | 3 h 26 min 31 s |
| 2e | Christophe Laporte  | France   | Cofidis, Solutions Crédits    | + 0 s           |
| 3e | Mikel Aristi        | Espagne  | Euskadi Basque Country-Murias | + 0 s           |
| 4e | Niccolò Bonifazio   | Italie   | Direct Énergie                | + 0 s           |
| 5e | Bryan Coquard       | France   | Vital Concept-B&B Hotels      | + 0 s           |
| 6e | Milan Menten        | Belgique | Sport Vlaanderen-Baloise      | + 0 s           |
| 7e | Roy Jans            | Belgique | Corendon-Circus               | + 0 s           |
| 8e | Clément Venturini   | France   | AG2R La Mondiale              | + 0 s           |
| 9e | Baptiste Planckaert | Belgique | Wallonie Bruxelles            | + 0 s           |
| 10e | August Jensen       | Norvège  | Israel Cycling Academy        | + 0 s           |

| \| Classement général \| Classement général \| Classement général \| Classement général \| Classement général \| \| Coureur \| Coureur \| Pays \| Équipe \| Temps \| \| ------------------ \| ------------------ \| ------------------ \| ----------------------------- \| ------------------ \| \| 1er \| Christophe Laporte \| France \| Cofidis, Solutions Crédits \| 10 h 13 min 56 s \| \| 2e \| Bryan Coquard \| France \| Vital Concept-B&B Hotels \| + 5 s \| \| 3e \| Marc Sarreau \| France \| Groupama-FDJ \| + 6 s \| \| 4e \| Jérôme Cousin \| France \| Direct Énergie \| + 9 s \| \| 5e \| Clément Venturini \| France \| AG2R La Mondiale \| + 10 s \| \| 6e \| Mikel Aristi \| Espagne \| Euskadi Basque Country-Murias \| + 12 s \| \| 7e \| Amaury Capiot \| Belgique \| Sport Vlaanderen-Baloise \| + 12 s \| \| 8e \| Valentin Madouas \| France \| Groupama-FDJ \| + 13 s \| \| 9e \| Anthony Turgis \| France \| Direct Énergie \| + 13 s \| \| 10e \| Yoann Paillot \| France \| Saint Michel-Auber 93 \| + 13 s \| |                    |          |                               |                  |
| |                    |          |                               |                  |
| Source : ProCyclingStats |                    |          |                               |                  |
| Classement général |                    |          |                               |                  |
| Coureur | Coureur            | Pays     | Équipe                        | Temps            |
| 1er | Christophe Laporte | France   | Cofidis, Solutions Crédits    | 10 h 13 min 56 s |
| 2e | Bryan Coquard      | France   | Vital Concept-B&B Hotels      | + 5 s            |
| 3e | Marc Sarreau       | France   | Groupama-FDJ                  | + 6 s            |
| 4e | Jérôme Cousin      | France   | Direct Énergie                | + 9 s            |
| 5e | Clément Venturini  | France   | AG2R La Mondiale              | + 10 s           |
| 6e | Mikel Aristi       | Espagne  | Euskadi Basque Country-Murias | + 12 s           |
| 7e | Amaury Capiot      | Belgique | Sport Vlaanderen-Baloise      | + 12 s           |
| 8e | Valentin Madouas   | France   | Groupama-FDJ                  | + 13 s           |
| 9e | Anthony Turgis     | France   | Direct Énergie                | + 13 s           |
| 10e | Yoann Paillot      | France   | Saint Michel-Auber 93         | + 13 s           |

### 4eétape
Christophe Laporte, porteur du maillot corail de leader, fait le même temps en haut de l'Ermitage que Tobias Ludvigsson.
« Étoile de Bessèges : Christophe Laporte signe le doublé » [vidéo], 10 février 2019.
| \| Classement de l'étape \| Classement de l'étape \| Classement de l'étape \| Classement de l'étape \| Classement de l'étape \| \| Coureur \| Coureur \| Pays \| Équipe \| Temps \| \| --------------------- \| --------------------- \| --------------------- \| -------------------------- \| --------------------- \| \| 1er \| Christophe Laporte \| France \| Cofidis, Solutions Crédits \| 15 min 39 s \| \| 2e \| Tobias Ludvigsson \| Suède \| Groupama-FDJ \| + 0 s \| \| 3e \| Jimmy Janssens \| Belgique \| Corendon-Circus \| + 13 s \| \| 4e \| Bauke Mollema \| Pays-Bas \| Trek-Segafredo \| + 13 s \| \| 5e \| Sep Vanmarcke \| Belgique \| EF Education First \| + 18 s \| \| 6e \| Sebastian Langeveld \| Pays-Bas \| EF Education First \| + 20 s \| \| 7e \| Yoann Paillot \| France \| Saint Michel-Auber 93 \| + 23 s \| \| 8e \| Fabio Felline \| Italie \| Trek-Segafredo \| + 30 s \| \| 9e \| Valentin Madouas \| France \| Groupama-FDJ \| + 30 s \| \| 10e \| Eliot Lietaer \| Belgique \| Wallonie Bruxelles \| + 32 s \| |                     |          |                            |             |
| |                     |          |                            |             |
| Source : ProCyclingStats |                     |          |                            |             |
| Classement de l'étape |                     |          |                            |             |
| Coureur | Coureur             | Pays     | Équipe                     | Temps       |
| 1er | Christophe Laporte  | France   | Cofidis, Solutions Crédits | 15 min 39 s |
| 2e | Tobias Ludvigsson   | Suède    | Groupama-FDJ               | + 0 s       |
| 3e | Jimmy Janssens      | Belgique | Corendon-Circus            | + 13 s      |
| 4e | Bauke Mollema       | Pays-Bas | Trek-Segafredo             | + 13 s      |
| 5e | Sep Vanmarcke       | Belgique | EF Education First         | + 18 s      |
| 6e | Sebastian Langeveld | Pays-Bas | EF Education First         | + 20 s      |
| 7e | Yoann Paillot       | France   | Saint Michel-Auber 93      | + 23 s      |
| 8e | Fabio Felline       | Italie   | Trek-Segafredo             | + 30 s      |
| 9e | Valentin Madouas    | France   | Groupama-FDJ               | + 30 s      |
| 10e | Eliot Lietaer       | Belgique | Wallonie Bruxelles         | + 32 s      |

## Classements finals

### Classement général
| \| Classement général \| Classement général \| Classement général \| Classement général \| Classement général \| \| Coureur \| Coureur \| Pays \| Équipe \| Temps \| \| ------------------ \| ------------------- \| ------------------ \| -------------------------- \| ------------------ \| \| 1er \| Christophe Laporte \| France \| Cofidis, Solutions Crédits \| 10 h 29 min 35 s \| \| 2e \| Tobias Ludvigsson \| Suède \| Groupama-FDJ \| + 16 s \| \| 3e \| Jimmy Janssens \| Belgique \| Corendon-Circus \| + 29 s \| \| 4e \| Bauke Mollema \| Pays-Bas \| Trek-Segafredo \| + 29 s \| \| 5e \| Sep Vanmarcke \| Belgique \| EF Education First \| + 34 s \| \| 6e \| Yoann Paillot \| France \| Saint Michel-Auber 93 \| + 36 s \| \| 7e \| Sebastian Langeveld \| Pays-Bas \| EF Education First \| + 36 s \| \| 8e \| Valentin Madouas \| France \| Groupama-FDJ \| + 43 s \| \| 9e \| Fabio Felline \| Italie \| Trek-Segafredo \| + 46 s \| \| 10e \| Eliot Lietaer \| Belgique \| Wallonie Bruxelles \| + 48 s \| \| 11e \| Jonathan Hivert \| France \| Direct Énergie \| + 48 s \| \| 12e \| Anthony Turgis \| France \| Direct Énergie \| + 51 s \| \| 13e \| Thibault Guernalec \| France \| Arkéa-Samsic \| + 51 s \| \| 14e \| Romain Seigle \| France \| Groupama-FDJ \| + 51 s \| \| 15e \| Marc Sarreau \| France \| Groupama-FDJ \| + 53 s \| |                     |          |                            |                  |
| |                     |          |                            |                  |
| Source : ProCyclingStats |                     |          |                            |                  |
| Classement général |                     |          |                            |                  |
| Coureur | Coureur             | Pays     | Équipe                     | Temps            |
| 1er | Christophe Laporte  | France   | Cofidis, Solutions Crédits | 10 h 29 min 35 s |
| 2e | Tobias Ludvigsson   | Suède    | Groupama-FDJ               | + 16 s           |
| 3e | Jimmy Janssens      | Belgique | Corendon-Circus            | + 29 s           |
| 4e | Bauke Mollema       | Pays-Bas | Trek-Segafredo             | + 29 s           |
| 5e | Sep Vanmarcke       | Belgique | EF Education First         | + 34 s           |
| 6e | Yoann Paillot       | France   | Saint Michel-Auber 93      | + 36 s           |
| 7e | Sebastian Langeveld | Pays-Bas | EF Education First         | + 36 s           |
| 8e | Valentin Madouas    | France   | Groupama-FDJ               | + 43 s           |
| 9e | Fabio Felline       | Italie   | Trek-Segafredo             | + 46 s           |
| 10e | Eliot Lietaer       | Belgique | Wallonie Bruxelles         | + 48 s           |
| 11e | Jonathan Hivert     | France   | Direct Énergie             | + 48 s           |
| 12e | Anthony Turgis      | France   | Direct Énergie             | + 51 s           |
| 13e | Thibault Guernalec  | France   | Arkéa-Samsic               | + 51 s           |
| 14e | Romain Seigle       | France   | Groupama-FDJ               | + 51 s           |
| 15e | Marc Sarreau        | France   | Groupama-FDJ               | + 53 s           |

### Classements annexes
| Classement par points | Classement par points | Classement par points | Classement par points               | Classement par points |
| Coureur               | Coureur               | Pays                  | Équipe                              | Points                |
| --------------------- | --------------------- | --------------------- | ----------------------------------- | --------------------- |
| 1er                   | Christophe Laporte    | France                | Cofidis, Solutions Crédits          | 82 pts                |
| 2e                    | Marc Sarreau          | France                | Groupama-FDJ                        | 45 pts                |
| 3e                    | Bryan Coquard         | France                | Vital Concept-B&B Hotels            | 39 pts                |
| 4e                    | Clément Venturini     | France                | AG2R La Mondiale                    | 35 pts                |
| 5e                    | Niccolò Bonifazio     | Italie                | Direct Énergie                      | 33 pts                |
| 6e                    | Roy Jans              | Belgique              | Corendon-Circus                     | 29 pts                |
| 7e                    | Pierre Barbier        | France                | Natura4Ever-Roubaix Lille Métropole | 26 pts                |
| 8e                    | Sacha Modolo          | Italie                | EF Education First                  | 21 pts                |
| 9e                    | Tobias Ludvigsson     | Suède                 | Groupama-FDJ                        | 20 pts                |
| 10e                   | Enzo Wouters          | Belgique              | Lotto-Soudal                        | 18 pts                |

| Classement par points | Classement par points | Classement par points | Classement par points               | Classement par points |
| Coureur               | Coureur               | Pays                  | Équipe                              | Points                |
| --------------------- | --------------------- | --------------------- | ----------------------------------- | --------------------- |
| 1er                   | Christophe Laporte    | France                | Cofidis, Solutions Crédits          | 82 pts                |
| 2e                    | Marc Sarreau          | France                | Groupama-FDJ                        | 45 pts                |
| 3e                    | Bryan Coquard         | France                | Vital Concept-B&B Hotels            | 39 pts                |
| 4e                    | Clément Venturini     | France                | AG2R La Mondiale                    | 35 pts                |
| 5e                    | Niccolò Bonifazio     | Italie                | Direct Énergie                      | 33 pts                |
| 6e                    | Roy Jans              | Belgique              | Corendon-Circus                     | 29 pts                |
| 7e                    | Pierre Barbier        | France                | Natura4Ever-Roubaix Lille Métropole | 26 pts                |
| 8e                    | Sacha Modolo          | Italie                | EF Education First                  | 21 pts                |
| 9e                    | Tobias Ludvigsson     | Suède                 | Groupama-FDJ                        | 20 pts                |
| 10e                   | Enzo Wouters          | Belgique              | Lotto-Soudal                        | 18 pts                |

| Classement de la montagne | Classement de la montagne | Classement de la montagne | Classement de la montagne  | Classement de la montagne |
| Coureur                   | Coureur                   | Pays                      | Équipe                     | Points                    |
| ------------------------- | ------------------------- | ------------------------- | -------------------------- | ------------------------- |
| 1er                       | Edward Planckaert         | Belgique                  | Sport Vlaanderen-Baloise   | 22 pts                    |
| 2e                        | Benjamin Declercq         | Belgique                  | Sport Vlaanderen-Baloise   | 14 pts                    |
| 3e                        | Amaury Capiot             | Belgique                  | Sport Vlaanderen-Baloise   | 12 pts                    |
| 4e                        | Pierre-Luc Périchon       | France                    | Cofidis, Solutions Crédits | 8 pts                     |
| 5e                        | Axel Domont               | France                    | AG2R La Mondiale           | 6 pts                     |
| 6e                        | Romain Seigle             | France                    | Groupama-FDJ               | 4 pts                     |
| 7e                        | Quentin Pacher            | France                    | Vital Concept-B&B Hotels   | 4 pts                     |
| 8e                        | Fabio Felline             | Italie                    | Trek-Segafredo             | 2 pts                     |
| 9e                        | Jérôme Cousin             | France                    | Direct Énergie             | 2 pts                     |
| 10e                       | Romain Combaud            | France                    | Delko Marseille Provence   | 2 pts                     |

| Classement de la montagne | Classement de la montagne | Classement de la montagne | Classement de la montagne  | Classement de la montagne |
| Coureur                   | Coureur                   | Pays                      | Équipe                     | Points                    |
| ------------------------- | ------------------------- | ------------------------- | -------------------------- | ------------------------- |
| 1er                       | Edward Planckaert         | Belgique                  | Sport Vlaanderen-Baloise   | 22 pts                    |
| 2e                        | Benjamin Declercq         | Belgique                  | Sport Vlaanderen-Baloise   | 14 pts                    |
| 3e                        | Amaury Capiot             | Belgique                  | Sport Vlaanderen-Baloise   | 12 pts                    |
| 4e                        | Pierre-Luc Périchon       | France                    | Cofidis, Solutions Crédits | 8 pts                     |
| 5e                        | Axel Domont               | France                    | AG2R La Mondiale           | 6 pts                     |
| 6e                        | Romain Seigle             | France                    | Groupama-FDJ               | 4 pts                     |
| 7e                        | Quentin Pacher            | France                    | Vital Concept-B&B Hotels   | 4 pts                     |
| 8e                        | Fabio Felline             | Italie                    | Trek-Segafredo             | 2 pts                     |
| 9e                        | Jérôme Cousin             | France                    | Direct Énergie             | 2 pts                     |
| 10e                       | Romain Combaud            | France                    | Delko Marseille Provence   | 2 pts                     |

| Classement du meilleur jeune | Classement du meilleur jeune | Classement du meilleur jeune | Classement du meilleur jeune        | Classement du meilleur jeune |
| Coureur                      | Coureur                      | Pays                         | Équipe                              | Temps                        |
| ---------------------------- | ---------------------------- | ---------------------------- | ----------------------------------- | ---------------------------- |
| 1er                          | Valentin Madouas             | France                       | Groupama-FDJ                        | 10 h 30 min 18 s             |
| 2e                           | Thibault Guernalec           | France                       | Arkéa-Samsic                        | + 8 s                        |
| 3e                           | Tom Wirtgen                  | Luxembourg                   | Wallonie Bruxelles                  | + 32 s                       |
| 4e                           | Sean Bennett                 | États-Unis                   | EF Education First                  | + 34 s                       |
| 5e                           | Julien Mortier               | Belgique                     | Wallonie Bruxelles                  | + 40 s                       |
| 6e                           | Paolo Baccio                 | Italie                       | Colpack                             | + 52 s                       |
| 7e                           | Jordi Warlop                 | Belgique                     | Sport Vlaanderen-Baloise            | + 56 s                       |
| 8e                           | Milan Menten                 | Belgique                     | Sport Vlaanderen-Baloise            | + 1 min 07 s                 |
| 9e                           | Alessandro Covi              | Italie                       | Colpack                             | + 1 min 19 s                 |
| 10e                          | Pierre Idjouadiene           | France                       | Natura4Ever-Roubaix Lille Métropole | + 2 min 57 s                 |

| Classement du meilleur jeune | Classement du meilleur jeune | Classement du meilleur jeune | Classement du meilleur jeune        | Classement du meilleur jeune |
| Coureur                      | Coureur                      | Pays                         | Équipe                              | Temps                        |
| ---------------------------- | ---------------------------- | ---------------------------- | ----------------------------------- | ---------------------------- |
| 1er                          | Valentin Madouas             | France                       | Groupama-FDJ                        | 10 h 30 min 18 s             |
| 2e                           | Thibault Guernalec           | France                       | Arkéa-Samsic                        | + 8 s                        |
| 3e                           | Tom Wirtgen                  | Luxembourg                   | Wallonie Bruxelles                  | + 32 s                       |
| 4e                           | Sean Bennett                 | États-Unis                   | EF Education First                  | + 34 s                       |
| 5e                           | Julien Mortier               | Belgique                     | Wallonie Bruxelles                  | + 40 s                       |
| 6e                           | Paolo Baccio                 | Italie                       | Colpack                             | + 52 s                       |
| 7e                           | Jordi Warlop                 | Belgique                     | Sport Vlaanderen-Baloise            | + 56 s                       |
| 8e                           | Milan Menten                 | Belgique                     | Sport Vlaanderen-Baloise            | + 1 min 07 s                 |
| 9e                           | Alessandro Covi              | Italie                       | Colpack                             | + 1 min 19 s                 |
| 10e                          | Pierre Idjouadiene           | France                       | Natura4Ever-Roubaix Lille Métropole | + 2 min 57 s                 |

| Classement par équipes | Classement par équipes   | Classement par équipes | Classement par équipes |
| Équipe                 | Équipe                   | Pays                   | Temps                  |
| ---------------------- | ------------------------ | ---------------------- | ---------------------- |
| 1re                    | Groupama-FDJ             | France                 | 31 h 30 min 38 s       |
| 2e                     | Trek-Segafredo           | États-Unis             | + 20 s                 |
| 3e                     | EF Education First       | États-Unis             | + 30 s                 |
| 4e                     | Corendon-Circus          | Belgique               | + 56 s                 |
| 5e                     | Direct Énergie           | France                 | + 57 s                 |
| 6e                     | Vital Concept-B&B Hotels | France                 | + 1 min 13 s           |
| 7e                     | AG2R La Mondiale         | France                 | + 1 min 18 s           |
| 8e                     | Wallonie Bruxelles       | Belgique               | + 1 min 21 s           |
| 9e                     | Wanty-Groupe Gobert      | Belgique               | + 1 min 24 s           |
| 10e                    | Saint Michel-Auber 93    | France                 | + 1 min 36 s           |

| Classement par équipes | Classement par équipes   | Classement par équipes | Classement par équipes |
| Équipe                 | Équipe                   | Pays                   | Temps                  |
| ---------------------- | ------------------------ | ---------------------- | ---------------------- |
| 1re                    | Groupama-FDJ             | France                 | 31 h 30 min 38 s       |
| 2e                     | Trek-Segafredo           | États-Unis             | + 20 s                 |
| 3e                     | EF Education First       | États-Unis             | + 30 s                 |
| 4e                     | Corendon-Circus          | Belgique               | + 56 s                 |
| 5e                     | Direct Énergie           | France                 | + 57 s                 |
| 6e                     | Vital Concept-B&B Hotels | France                 | + 1 min 13 s           |
| 7e                     | AG2R La Mondiale         | France                 | + 1 min 18 s           |
| 8e                     | Wallonie Bruxelles       | Belgique               | + 1 min 21 s           |
| 9e                     | Wanty-Groupe Gobert      | Belgique               | + 1 min 24 s           |
| 10e                    | Saint Michel-Auber 93    | France                 | + 1 min 36 s           |

## Classements UCI
La course attribue le même nombre de points pour l'UCI Europe Tour 2019 et le Classement mondial UCI (pour tous les coureurs), avec le barème suivant :
| Position           | 1er | 2e | 3e | 4e | 5e | 6e | 7e | 8e | 9e | 10e | 11e | 12e | 13e à 15e | 16e à 25e |
| Classement général | 125 | 85 | 70 | 60 | 50 | 40 | 35 | 30 | 25 | 20  | 15  | 10  | 5         | 3         |
| Par étapes         | 14  | 5  | 3  |    |    |    |    |    |    |     |     |     |           |           |
| Leader             | 3   |    |    |    |    |    |    |    |    |     |     |     |           |           |

## Évolution des classements
| Étape              | Vainqueur          | Classement général | Classement de la montagne | Classement par points | Classement des jeunes | Classement par équipes     |
| ------------------ | ------------------ | ------------------ | ------------------------- | --------------------- | --------------------- | -------------------------- |
| 1                  | Bryan Coquard      | Bryan Coquard      | Edward Planckaert         | Bryan Coquard         | Pierre Barbier        | Sport Vlaanderen - Baloise |
| 2                  | Christophe Laporte | Christophe Laporte | Amaury Capiot             | Christophe Laporte    | Pierre Barbier        | Sport Vlaanderen - Baloise |
| 3                  | Marc Sarreau       | Christophe Laporte | Edward Planckaert         | Christophe Laporte    | Valentin Madouas      | Sport Vlaanderen - Baloise |
| 4                  | Christophe Laporte | Christophe Laporte | Edward Planckaert         | Christophe Laporte    | Valentin Madouas      | Groupama - FDJ             |
| Classements finaux | Classements finaux | Christophe Laporte | Edward Planckaert         | Christophe Laporte    | Valentin Madouas      | Groupama - FDJ             |

## Liste des participants
| AG2R La Mondiale ALM | AG2R La Mondiale ALM    | AG2R La Mondiale ALM |
| -------------------- | ----------------------- | -------------------- |
| Num                  | Coureur                 | Pos                  |
| 1                    | Alexandre Geniez (FRA)  |                      |
| 2                    | François Bidard (FRA)   |                      |
| 3                    | Axel Domont (FRA)       |                      |
| 4                    | Ben Gastauer (LUX)      |                      |
| 5                    | Clément Venturini (FRA) |                      |
| 6                    | Lawrence Warbasse (USA) |                      |
| 7                    | Quentin Jauregui (FRA)  |                      |

| Cofidis, Solutions Crédits COF | Cofidis, Solutions Crédits COF | Cofidis, Solutions Crédits COF |
| ------------------------------ | ------------------------------ | ------------------------------ |
| Num                            | Coureur                        | Pos                            |
| 11                             | Christophe Laporte (FRA)       | 1er                            |
| 12                             | Loïc Chetout (FRA)             |                                |
| 13                             | Marco Mathis (GER)             |                                |
| 14                             | Pierre-Luc Périchon (FRA)      |                                |
| 15                             | Geoffrey Soupe (FRA)           |                                |
| 16                             | Bert Van Lerberghe (BEL)       |                                |
| 17                             | Zico Waeytens (BEL)            |                                |

| Trek-Segafredo TFS | Trek-Segafredo TFS   | Trek-Segafredo TFS |
| ------------------ | -------------------- | ------------------ |
| Num                | Coureur              | Pos                |
| 21                 | Julien Bernard (FRA) |                    |
| 22                 | Fabio Felline (ITA)  |                    |
| 23                 | Alex Kirsch (LUX)    |                    |
| 24                 | Bauke Mollema (NED)  |                    |
| 25                 | Mads Pedersen (DEN)  |                    |
| 26                 | Jasper Stuyven (BEL) |                    |
| 27                 | Edward Theuns (BEL)  |                    |

| Groupama-FDJ GFC | Groupama-FDJ GFC        | Groupama-FDJ GFC |
| ---------------- | ----------------------- | ---------------- |
| Num              | Coureur                 | Pos              |
| 31               | Bruno Armirail (FRA)    |                  |
| 32               | Valentin Madouas (FRA)  |                  |
| 33               | Tobias Ludvigsson (SWE) |                  |
| 34               | Marc Sarreau (FRA)      |                  |
| 35               | Mickaël Delage (FRA)    |                  |
| 36               | Antoine Duchesne (CAN)  |                  |
| 37               | Romain Seigle (FRA)     |                  |

| EF Education First EF1 | EF Education First EF1    | EF Education First EF1 |
| ---------------------- | ------------------------- | ---------------------- |
| Num                    | Coureur                   | Pos                    |
| 41                     | Sean Bennett (USA)        |                        |
| 42                     | Matti Breschel (DEN)      |                        |
| 43                     | Joe Dombrowski (USA)      |                        |
| 44                     | Sebastian Langeveld (NED) |                        |
| 45                     | Sacha Modolo (ITA)        |                        |
| 46                     | Julius van den Berg (NED) |                        |
| 47                     | Sep Vanmarcke (BEL)       |                        |

| Direct Énergie TDE | Direct Énergie TDE      | Direct Énergie TDE |
| ------------------ | ----------------------- | ------------------ |
| Num                | Coureur                 | Pos                |
| 51                 | Niccolò Bonifazio (ITA) |                    |
| 52                 | Jérôme Cousin (FRA)     |                    |
| 53                 | Jonathan Hivert (FRA)   |                    |
| 54                 | Paul Ourselin (FRA)     |                    |
| 55                 | Alexandre Pichot (FRA)  |                    |
| 56                 | Angélo Tulik (FRA)      |                    |
| 57                 | Anthony Turgis (FRA)    |                    |

| Lotto-Soudal LTS | Lotto-Soudal LTS        | Lotto-Soudal LTS |
| ---------------- | ----------------------- | ---------------- |
| Num              | Coureur                 | Pos              |
| 62               | Sander Armée (BEL)      |                  |
| 63               | Rémy Mertz (BEL)        |                  |
| 64               | Maxime Monfort (BEL)    |                  |
| 65               | Lawrence Naesen (BEL)   |                  |
| 66               | Brian van Goethem (NED) |                  |
| 67               | Enzo Wouters (BEL)      |                  |

| Vital Concept-B&B Hotels VCB | Vital Concept-B&B Hotels VCB | Vital Concept-B&B Hotels VCB |
| ---------------------------- | ---------------------------- | ---------------------------- |
| Num                          | Coureur                      | Pos                          |
| 71                           | Bryan Coquard (FRA)          |                              |
| 72                           | Julien Morice (FRA)          |                              |
| 73                           | Jonas Van Genechten (BEL)    |                              |
| 74                           | Cyril Gautier (FRA)          |                              |
| 75                           | Quentin Pacher (FRA)         |                              |
| 76                           | Kévin Réza (FRA)             |                              |
| 77                           | Pierre Rolland (FRA)         |                              |

| Sport Vlaanderen-Baloise SVB | Sport Vlaanderen-Baloise SVB | Sport Vlaanderen-Baloise SVB |
| ---------------------------- | ---------------------------- | ---------------------------- |
| Num                          | Coureur                      | Pos                          |
| 81                           | Amaury Capiot (BEL)          |                              |
| 82                           | Piet Allegaert (BEL)         |                              |
| 83                           | Benjamin Declercq (BEL)      |                              |
| 84                           | Edward Planckaert (BEL)      |                              |
| 85                           | Dries Van Gestel (BEL)       |                              |
| 86                           | Jordi Warlop (BEL)           |                              |
| 87                           | Milan Menten (BEL)           |                              |

| Delko Marseille Provence DMP | Delko Marseille Provence DMP   | Delko Marseille Provence DMP |
| ---------------------------- | ------------------------------ | ---------------------------- |
| Num                          | Coureur                        | Pos                          |
| 91                           | Romain Combaud (FRA)           |                              |
| 92                           | Eduard-Michael Grosu (ROU)     |                              |
| 93                           | Alexis Guérin (FRA)            |                              |
| 94                           | Przemysław Kasperkiewicz (POL) |                              |
| 95                           | Ramūnas Navardauskas (LTU)     |                              |
| 96                           | Evaldas Šiškevičius (LTU)      |                              |
| 97                           | Julien Trarieux (FRA)          |                              |

| Wallonie Bruxelles WVA | Wallonie Bruxelles WVA    | Wallonie Bruxelles WVA |
| ---------------------- | ------------------------- | ---------------------- |
| Num                    | Coureur                   | Pos                    |
| 101                    | Kenny Dehaes (BEL)        |                        |
| 102                    | Eliot Lietaer (BEL)       |                        |
| 103                    | Tom Wirtgen (LUX)         |                        |
| 104                    | Julien Mortier (BEL)      |                        |
| 105                    | Baptiste Planckaert (BEL) |                        |
| 106                    | Franklin Six (BEL)        |                        |
| 107                    | Lukas Spengler (SUI)      |                        |

| Arkéa-Samsic PCB | Arkéa-Samsic PCB         | Arkéa-Samsic PCB |
| ---------------- | ------------------------ | ---------------- |
| Num              | Coureur                  | Pos              |
| 111              | Brice Feillu (FRA)       |                  |
| 112              | Élie Gesbert (FRA)       |                  |
| 113              | Romain Hardy (FRA)       |                  |
| 114              | Kévin Ledanois (FRA)     |                  |
| 115              | Thibault Guernalec (FRA) |                  |
| 116              | Bram Welten (NED)        |                  |
| 117              | Maxime Daniel (FRA)      |                  |

| Wanty-Gobert WGG | Wanty-Gobert WGG           | Wanty-Gobert WGG |
| ---------------- | -------------------------- | ---------------- |
| Num              | Coureur                    | Pos              |
| 121              | Alfdan De Decker (BEL)     |                  |
| 122              | Aimé De Gendt (BEL)        |                  |
| 123              | Thomas Degand (BEL)        |                  |
| 124              | Tom Devriendt (BEL)        |                  |
| 125              | Loïc Vliegen (BEL)         |                  |
| 126              | Yoann Offredo (FRA)        |                  |
| 127              | Pieter Vanspeybrouck (BEL) |                  |

| Corendon-Circus COC | Corendon-Circus COC   | Corendon-Circus COC |
| ------------------- | --------------------- | ------------------- |
| Num                 | Coureur               | Pos                 |
| 131                 | Dries De Bondt (BEL)  |                     |
| 132                 | Stijn Devolder (BEL)  |                     |
| 133                 | Joeri Stallaert (BEL) |                     |
| 134                 | Roy Jans (BEL)        |                     |
| 135                 | Jimmy Janssens (BEL)  |                     |
| 136                 | Jonas Rickaert (BEL)  |                     |
| 137                 | Otto Vergaerde (BEL)  |                     |

| Gazprom-RusVelo GAZ | Gazprom-RusVelo GAZ    | Gazprom-RusVelo GAZ |
| ------------------- | ---------------------- | ------------------- |
| Num                 | Coureur                | Pos                 |
| 141                 | Artem Nych (RUS)       |                     |
| 142                 | Igor Boev (RUS)        |                     |
| 143                 | Evgeny Shalunov (RUS)  |                     |
| 144                 | Ivan Rovny (RUS)       |                     |
| 145                 | Alexander Porsev (RUS) |                     |
| 146                 | Stepan Kourianov (RUS) |                     |
| 147                 | Anton Vorobyev (RUS)   |                     |

| Israel Cycling Academy ICA | Israel Cycling Academy ICA | Israel Cycling Academy ICA |
| -------------------------- | -------------------------- | -------------------------- |
| Num                        | Coureur                    | Pos                        |
| 151                        | Alexander Cataford (CAN)   |                            |
| 152                        | Zakkari Dempster (AUS)     |                            |
| 153                        | August Jensen (NOR)        |                            |
| 154                        | Guy Niv (ISR)              |                            |
| 155                        | Benjamin Perry (CAN)       |                            |
| 156                        | Kristian Sbaragli (ITA)    |                            |
| 157                        | Tom Van Asbroeck (BEL)     |                            |

| Saint Michel-Auber 93 AUB | Saint Michel-Auber 93 AUB | Saint Michel-Auber 93 AUB |
| ------------------------- | ------------------------- | ------------------------- |
| Num                       | Coureur                   | Pos                       |
| 161                       | Nicolas Baldo (FRA)       |                           |
| 162                       | Kévin Le Cunff (FRA)      |                           |
| 163                       | Alo Jakin (EST)           |                           |
| 164                       | Tony Hurel (FRA)          |                           |
| 165                       | Anthony Maldonado (FRA)   |                           |
| 166                       | Yoann Paillot (FRA)       |                           |
| 167                       | Morne van Niekerk (RSA)   |                           |

| Euskadi Basque Country-Murias EUS | Euskadi Basque Country-Murias EUS | Euskadi Basque Country-Murias EUS |
| --------------------------------- | --------------------------------- | --------------------------------- |
| Num                               | Coureur                           | Pos                               |
| 171                               | Aritz Bagües (ESP)                |                                   |
| 172                               | Mikel Aristi (ESP)                |                                   |
| 173                               | Juan Antonio López-Cózar (ESP)    |                                   |
| 174                               | Sergio Rodríguez Reche (ESP)      |                                   |
| 175                               | Julen Irizar (ESP)                |                                   |
| 176                               | Ander Barrenetxea (ESP)           |                                   |
| 177                               | Urko Berrade (ESP)                |                                   |

| Amore & Vita-Prodir AMO | Amore & Vita-Prodir AMO   | Amore & Vita-Prodir AMO |
| ----------------------- | ------------------------- | ----------------------- |
| Num                     | Coureur                   | Pos                     |
| 181                     | Pierpaolo Ficara (ITA)    |                         |
| 182                     | Maxence Moncassin (FRA)   |                         |
| 183                     | Marco Bernardinetti (ITA) |                         |
| 184                     | Iltjan Nika (ALB)         |                         |
| 185                     | Danilo Celano (ITA)       |                         |
| 186                     | Viesturs Lukševics (LAT)  |                         |
| 187                     | Jan-André Freuler (SUI)   |                         |

| Natura4Ever-Roubaix Lille Métropole NRL | Natura4Ever-Roubaix Lille Métropole NRL | Natura4Ever-Roubaix Lille Métropole NRL |
| --------------------------------------- | --------------------------------------- | --------------------------------------- |
| Num                                     | Coureur                                 | Pos                                     |
| 191                                     | Christophe Masson (FRA)                 |                                         |
| 192                                     | Pierre Barbier (FRA)                    |                                         |
| 193                                     | Tom Dernies (BEL)                       |                                         |
| 194                                     | Thomas Vaubourzeix (FRA)                |                                         |
| 195                                     | Emiel Vermeulen (BEL)                   |                                         |
| 196                                     | Pierre Idjouadiene (FRA)                |                                         |
| 197                                     | Samuel Leroux (FRA)                     |                                         |

| Team Colpack CPK | Team Colpack CPK      | Team Colpack CPK |
| ---------------- | --------------------- | ---------------- |
| Num              | Coureur               | Pos              |
| 201              | Paolo Baccio (ITA)    |                  |
| 202              | Alessandro Covi (ITA) |                  |
| 203              | Jalel Duranti (ITA)   |                  |
| 204              | Luca Colnaghi (ITA)   |                  |
| 206              | Andrea Toniatti (ITA) |                  |

| Sovac CCS | Sovac CCS                | Sovac CCS |
| --------- | ------------------------ | --------- |
| Num       | Coureur                  | Pos       |
| 211       | Davide Rebellin (ITA)    | 63e       |
| 212       | Abderrahmane Hamza (ALG) |           |
| 213       | Nassim Saidi (ALG)       |           |
| 214       | Boualem Belmokhtar (ALG) |           |
| 215       | Laurent Évrard (BEL)     |           |
| 216       | Mohamed Bouzidi (ALG)    |           |

| AG2R La Mondiale ALM | AG2R La Mondiale ALM    | AG2R La Mondiale ALM |
| -------------------- | ----------------------- | -------------------- |
| Num                  | Coureur                 | Pos                  |
| 1                    | Alexandre Geniez (FRA)  |                      |
| 2                    | François Bidard (FRA)   |                      |
| 3                    | Axel Domont (FRA)       |                      |
| 4                    | Ben Gastauer (LUX)      |                      |
| 5                    | Clément Venturini (FRA) |                      |
| 6                    | Lawrence Warbasse (USA) |                      |
| 7                    | Quentin Jauregui (FRA)  |                      |

| Cofidis, Solutions Crédits COF | Cofidis, Solutions Crédits COF | Cofidis, Solutions Crédits COF |
| ------------------------------ | ------------------------------ | ------------------------------ |
| Num                            | Coureur                        | Pos                            |
| 11                             | Christophe Laporte (FRA)       | 1er                            |
| 12                             | Loïc Chetout (FRA)             |                                |
| 13                             | Marco Mathis (GER)             |                                |
| 14                             | Pierre-Luc Périchon (FRA)      |                                |
| 15                             | Geoffrey Soupe (FRA)           |                                |
| 16                             | Bert Van Lerberghe (BEL)       |                                |
| 17                             | Zico Waeytens (BEL)            |                                |

| Trek-Segafredo TFS | Trek-Segafredo TFS   | Trek-Segafredo TFS |
| ------------------ | -------------------- | ------------------ |
| Num                | Coureur              | Pos                |
| 21                 | Julien Bernard (FRA) |                    |
| 22                 | Fabio Felline (ITA)  |                    |
| 23                 | Alex Kirsch (LUX)    |                    |
| 24                 | Bauke Mollema (NED)  |                    |
| 25                 | Mads Pedersen (DEN)  |                    |
| 26                 | Jasper Stuyven (BEL) |                    |
| 27                 | Edward Theuns (BEL)  |                    |

| Groupama-FDJ GFC | Groupama-FDJ GFC        | Groupama-FDJ GFC |
| ---------------- | ----------------------- | ---------------- |
| Num              | Coureur                 | Pos              |
| 31               | Bruno Armirail (FRA)    |                  |
| 32               | Valentin Madouas (FRA)  |                  |
| 33               | Tobias Ludvigsson (SWE) |                  |
| 34               | Marc Sarreau (FRA)      |                  |
| 35               | Mickaël Delage (FRA)    |                  |
| 36               | Antoine Duchesne (CAN)  |                  |
| 37               | Romain Seigle (FRA)     |                  |

| EF Education First EF1 | EF Education First EF1    | EF Education First EF1 |
| ---------------------- | ------------------------- | ---------------------- |
| Num                    | Coureur                   | Pos                    |
| 41                     | Sean Bennett (USA)        |                        |
| 42                     | Matti Breschel (DEN)      |                        |
| 43                     | Joe Dombrowski (USA)      |                        |
| 44                     | Sebastian Langeveld (NED) |                        |
| 45                     | Sacha Modolo (ITA)        |                        |
| 46                     | Julius van den Berg (NED) |                        |
| 47                     | Sep Vanmarcke (BEL)       |                        |

| Direct Énergie TDE | Direct Énergie TDE      | Direct Énergie TDE |
| ------------------ | ----------------------- | ------------------ |
| Num                | Coureur                 | Pos                |
| 51                 | Niccolò Bonifazio (ITA) |                    |
| 52                 | Jérôme Cousin (FRA)     |                    |
| 53                 | Jonathan Hivert (FRA)   |                    |
| 54                 | Paul Ourselin (FRA)     |                    |
| 55                 | Alexandre Pichot (FRA)  |                    |
| 56                 | Angélo Tulik (FRA)      |                    |
| 57                 | Anthony Turgis (FRA)    |                    |

| Lotto-Soudal LTS | Lotto-Soudal LTS        | Lotto-Soudal LTS |
| ---------------- | ----------------------- | ---------------- |
| Num              | Coureur                 | Pos              |
| 62               | Sander Armée (BEL)      |                  |
| 63               | Rémy Mertz (BEL)        |                  |
| 64               | Maxime Monfort (BEL)    |                  |
| 65               | Lawrence Naesen (BEL)   |                  |
| 66               | Brian van Goethem (NED) |                  |
| 67               | Enzo Wouters (BEL)      |                  |

| Vital Concept-B&B Hotels VCB | Vital Concept-B&B Hotels VCB | Vital Concept-B&B Hotels VCB |
| ---------------------------- | ---------------------------- | ---------------------------- |
| Num                          | Coureur                      | Pos                          |
| 71                           | Bryan Coquard (FRA)          |                              |
| 72                           | Julien Morice (FRA)          |                              |
| 73                           | Jonas Van Genechten (BEL)    |                              |
| 74                           | Cyril Gautier (FRA)          |                              |
| 75                           | Quentin Pacher (FRA)         |                              |
| 76                           | Kévin Réza (FRA)             |                              |
| 77                           | Pierre Rolland (FRA)         |                              |

| Sport Vlaanderen-Baloise SVB | Sport Vlaanderen-Baloise SVB | Sport Vlaanderen-Baloise SVB |
| ---------------------------- | ---------------------------- | ---------------------------- |
| Num                          | Coureur                      | Pos                          |
| 81                           | Amaury Capiot (BEL)          |                              |
| 82                           | Piet Allegaert (BEL)         |                              |
| 83                           | Benjamin Declercq (BEL)      |                              |
| 84                           | Edward Planckaert (BEL)      |                              |
| 85                           | Dries Van Gestel (BEL)       |                              |
| 86                           | Jordi Warlop (BEL)           |                              |
| 87                           | Milan Menten (BEL)           |                              |

| Delko Marseille Provence DMP | Delko Marseille Provence DMP   | Delko Marseille Provence DMP |
| ---------------------------- | ------------------------------ | ---------------------------- |
| Num                          | Coureur                        | Pos                          |
| 91                           | Romain Combaud (FRA)           |                              |
| 92                           | Eduard-Michael Grosu (ROU)     |                              |
| 93                           | Alexis Guérin (FRA)            |                              |
| 94                           | Przemysław Kasperkiewicz (POL) |                              |
| 95                           | Ramūnas Navardauskas (LTU)     |                              |
| 96                           | Evaldas Šiškevičius (LTU)      |                              |
| 97                           | Julien Trarieux (FRA)          |                              |

| Wallonie Bruxelles WVA | Wallonie Bruxelles WVA    | Wallonie Bruxelles WVA |
| ---------------------- | ------------------------- | ---------------------- |
| Num                    | Coureur                   | Pos                    |
| 101                    | Kenny Dehaes (BEL)        |                        |
| 102                    | Eliot Lietaer (BEL)       |                        |
| 103                    | Tom Wirtgen (LUX)         |                        |
| 104                    | Julien Mortier (BEL)      |                        |
| 105                    | Baptiste Planckaert (BEL) |                        |
| 106                    | Franklin Six (BEL)        |                        |
| 107                    | Lukas Spengler (SUI)      |                        |

| Arkéa-Samsic PCB | Arkéa-Samsic PCB         | Arkéa-Samsic PCB |
| ---------------- | ------------------------ | ---------------- |
| Num              | Coureur                  | Pos              |
| 111              | Brice Feillu (FRA)       |                  |
| 112              | Élie Gesbert (FRA)       |                  |
| 113              | Romain Hardy (FRA)       |                  |
| 114              | Kévin Ledanois (FRA)     |                  |
| 115              | Thibault Guernalec (FRA) |                  |
| 116              | Bram Welten (NED)        |                  |
| 117              | Maxime Daniel (FRA)      |                  |

| Wanty-Gobert WGG | Wanty-Gobert WGG           | Wanty-Gobert WGG |
| ---------------- | -------------------------- | ---------------- |
| Num              | Coureur                    | Pos              |
| 121              | Alfdan De Decker (BEL)     |                  |
| 122              | Aimé De Gendt (BEL)        |                  |
| 123              | Thomas Degand (BEL)        |                  |
| 124              | Tom Devriendt (BEL)        |                  |
| 125              | Loïc Vliegen (BEL)         |                  |
| 126              | Yoann Offredo (FRA)        |                  |
| 127              | Pieter Vanspeybrouck (BEL) |                  |

| Corendon-Circus COC | Corendon-Circus COC   | Corendon-Circus COC |
| ------------------- | --------------------- | ------------------- |
| Num                 | Coureur               | Pos                 |
| 131                 | Dries De Bondt (BEL)  |                     |
| 132                 | Stijn Devolder (BEL)  |                     |
| 133                 | Joeri Stallaert (BEL) |                     |
| 134                 | Roy Jans (BEL)        |                     |
| 135                 | Jimmy Janssens (BEL)  |                     |
| 136                 | Jonas Rickaert (BEL)  |                     |
| 137                 | Otto Vergaerde (BEL)  |                     |

| Gazprom-RusVelo GAZ | Gazprom-RusVelo GAZ    | Gazprom-RusVelo GAZ |
| ------------------- | ---------------------- | ------------------- |
| Num                 | Coureur                | Pos                 |
| 141                 | Artem Nych (RUS)       |                     |
| 142                 | Igor Boev (RUS)        |                     |
| 143                 | Evgeny Shalunov (RUS)  |                     |
| 144                 | Ivan Rovny (RUS)       |                     |
| 145                 | Alexander Porsev (RUS) |                     |
| 146                 | Stepan Kourianov (RUS) |                     |
| 147                 | Anton Vorobyev (RUS)   |                     |

| Israel Cycling Academy ICA | Israel Cycling Academy ICA | Israel Cycling Academy ICA |
| -------------------------- | -------------------------- | -------------------------- |
| Num                        | Coureur                    | Pos                        |
| 151                        | Alexander Cataford (CAN)   |                            |
| 152                        | Zakkari Dempster (AUS)     |                            |
| 153                        | August Jensen (NOR)        |                            |
| 154                        | Guy Niv (ISR)              |                            |
| 155                        | Benjamin Perry (CAN)       |                            |
| 156                        | Kristian Sbaragli (ITA)    |                            |
| 157                        | Tom Van Asbroeck (BEL)     |                            |

| Saint Michel-Auber 93 AUB | Saint Michel-Auber 93 AUB | Saint Michel-Auber 93 AUB |
| ------------------------- | ------------------------- | ------------------------- |
| Num                       | Coureur                   | Pos                       |
| 161                       | Nicolas Baldo (FRA)       |                           |
| 162                       | Kévin Le Cunff (FRA)      |                           |
| 163                       | Alo Jakin (EST)           |                           |
| 164                       | Tony Hurel (FRA)          |                           |
| 165                       | Anthony Maldonado (FRA)   |                           |
| 166                       | Yoann Paillot (FRA)       |                           |
| 167                       | Morne van Niekerk (RSA)   |                           |

| Euskadi Basque Country-Murias EUS | Euskadi Basque Country-Murias EUS | Euskadi Basque Country-Murias EUS |
| --------------------------------- | --------------------------------- | --------------------------------- |
| Num                               | Coureur                           | Pos                               |
| 171                               | Aritz Bagües (ESP)                |                                   |
| 172                               | Mikel Aristi (ESP)                |                                   |
| 173                               | Juan Antonio López-Cózar (ESP)    |                                   |
| 174                               | Sergio Rodríguez Reche (ESP)      |                                   |
| 175                               | Julen Irizar (ESP)                |                                   |
| 176                               | Ander Barrenetxea (ESP)           |                                   |
| 177                               | Urko Berrade (ESP)                |                                   |

| Amore & Vita-Prodir AMO | Amore & Vita-Prodir AMO   | Amore & Vita-Prodir AMO |
| ----------------------- | ------------------------- | ----------------------- |
| Num                     | Coureur                   | Pos                     |
| 181                     | Pierpaolo Ficara (ITA)    |                         |
| 182                     | Maxence Moncassin (FRA)   |                         |
| 183                     | Marco Bernardinetti (ITA) |                         |
| 184                     | Iltjan Nika (ALB)         |                         |
| 185                     | Danilo Celano (ITA)       |                         |
| 186                     | Viesturs Lukševics (LAT)  |                         |
| 187                     | Jan-André Freuler (SUI)   |                         |

| Natura4Ever-Roubaix Lille Métropole NRL | Natura4Ever-Roubaix Lille Métropole NRL | Natura4Ever-Roubaix Lille Métropole NRL |
| --------------------------------------- | --------------------------------------- | --------------------------------------- |
| Num                                     | Coureur                                 | Pos                                     |
| 191                                     | Christophe Masson (FRA)                 |                                         |
| 192                                     | Pierre Barbier (FRA)                    |                                         |
| 193                                     | Tom Dernies (BEL)                       |                                         |
| 194                                     | Thomas Vaubourzeix (FRA)                |                                         |
| 195                                     | Emiel Vermeulen (BEL)                   |                                         |
| 196                                     | Pierre Idjouadiene (FRA)                |                                         |
| 197                                     | Samuel Leroux (FRA)                     |                                         |

| Team Colpack CPK | Team Colpack CPK      | Team Colpack CPK |
| ---------------- | --------------------- | ---------------- |
| Num              | Coureur               | Pos              |
| 201              | Paolo Baccio (ITA)    |                  |
| 202              | Alessandro Covi (ITA) |                  |
| 203              | Jalel Duranti (ITA)   |                  |
| 204              | Luca Colnaghi (ITA)   |                  |
| 206              | Andrea Toniatti (ITA) |                  |

| Sovac CCS | Sovac CCS                | Sovac CCS |
| --------- | ------------------------ | --------- |
| Num       | Coureur                  | Pos       |
| 211       | Davide Rebellin (ITA)    | 63e       |
| 212       | Abderrahmane Hamza (ALG) |           |
| 213       | Nassim Saidi (ALG)       |           |
| 214       | Boualem Belmokhtar (ALG) |           |
| 215       | Laurent Évrard (BEL)     |           |
| 216       | Mohamed Bouzidi (ALG)    |           |